# 胡義質
胡義質，籍貫不詳，清朝政治人物，進士出身。
咸豐六年（1856年），登進士，同治年間加道銜。光緒年間，擔任兵部候補主事，后任順天府府丞。